# Zgornje Gradišče
Zgornje Gradišče – wieś w Słowenii, w gminie Šentilj. W 2018 roku liczyła 120 mieszkańców.